# Йохан фон Даун-Грумбах
Йохан фон Даун-Грумбах (на немски: Johann, Wildgraf in Dhaun-Grumbach; * 1309/пр. 1314; † между 21 октомври 1349 и 25 февруари 1350) от фамилията на вилдграфовете фон Даун и Кирбург, е вилдграф в Даун (в Хунсрюк) и Грумбах в Рейнланд-Пфалц.

## Произход
Той е син на вилдграф Конрад IV фон Даун-Грумбах († сл. 1327) и съпругата му Хилдегард фон Хунолщайн († 1306), дъщеря на фогт и господар Николаус II фон Хунолщайн († 1315) и Беатрикс фон Хаген († сл. 1319). Внук е на вилдграф Готфрид фон Даун-Грумбах († сл. 1301). Правнук е на вилдграф Конрад II фон Даун († сл. 1263) и Гизела фон Саарбрюкен († сл. 1265).
Баща му е брат на Герхард I († 1259), архиепископ на Майнц (1251 – 1259), Конрад II († 1279), епископ на Фрайзинг (1258 – 1279) и Емих II фон Кирбург-Шмидтбург († пр. 1284), вилдграф в Кирбург-Шмидтбург.

## Фамилия
Първи брак: сл. 29 ноември 1305 г. за Катарина (Йохана) фон Залм († сл. 1314), вдовица на братовчед му вилдграф Конрад III фон Шмидтбург († 1303/1305), син на вилдграф Емих II фон Кирбург-Шмидтбург († пр.1284), дъщеря на граф Хайнрих IV фон Обер-Залм, Близкастел († 1292) и Лаурета фон Близкастел († 1269), наследничка на Хунолщайн. Бракът е бездетен.
Втори брак: пр. 3 август 1331 г. за Маргарета фон Спонхайм-Кройцнах († 1356/1357), дъщеря на граф Симон II фон Спонхайм-Кройцнах († 1336/1337) и Елизабет фон Фалкенбург († 1335). Бракът е бездетен.